# Sint-Martinuskerk (Everberg)

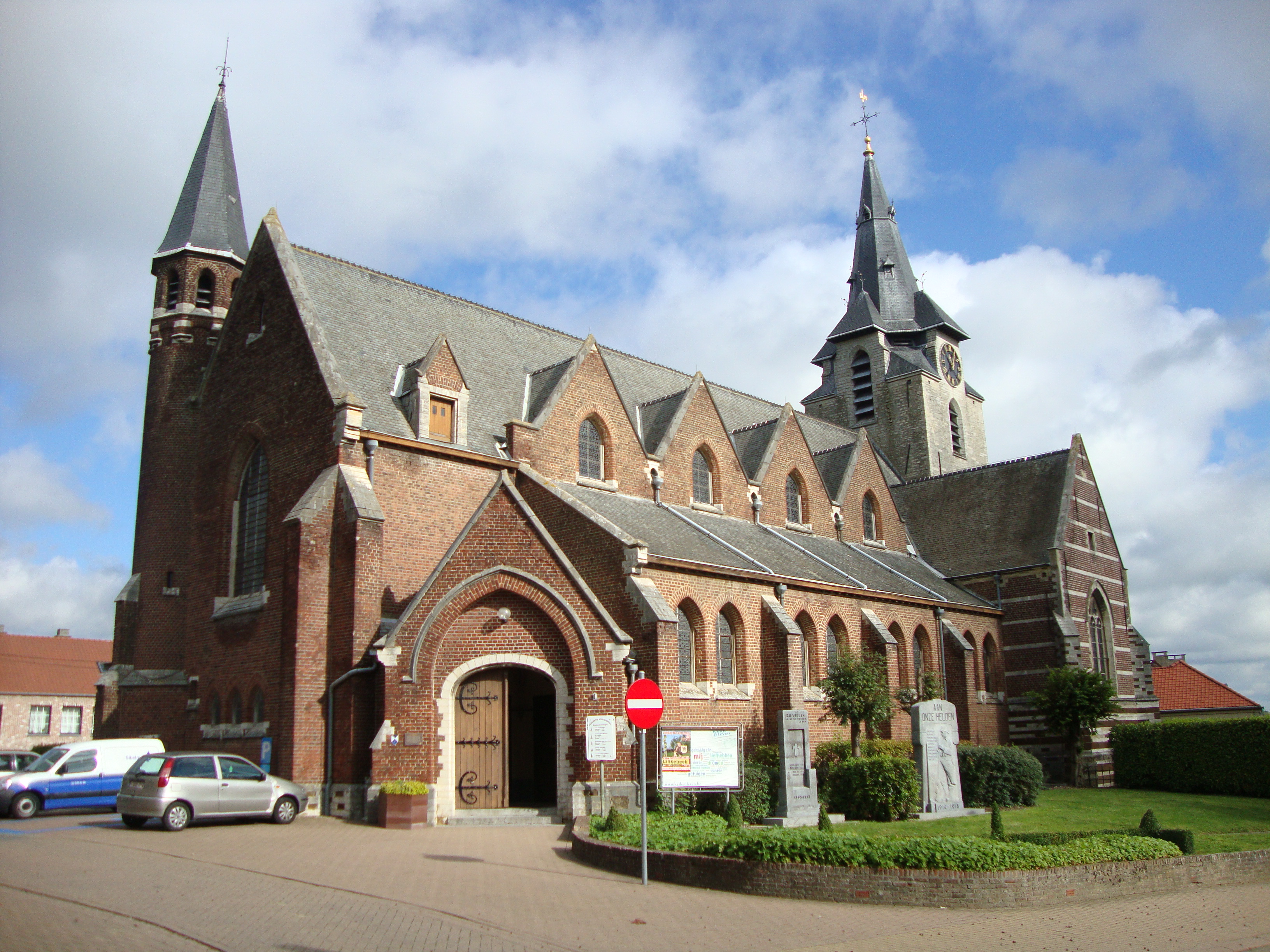
De Sint-Martinuskerk aan het dorpsplein van Everberg

De Sint-Martinuskerk is een kerk in de Vlaams-Brabantse gemeente Kortenberg in het centrum van België. De kerk is een heterogeen geheel met romaanse, gotische en neogotische elementen.
De kerk ligt in de deelgemeente Everberg aan het dorpsplein, en dateert uit de 16de en 17de eeuw met gedeelten uit de 13de eeuw en gedeelten uit de 19de eeuw.
De kerk van Everberg is oorspronkelijk een romaanse kerk, de basis van de toren heeft nog deze kenmerken. In de kerk vindt men een reliekschrijn van Sint-Martinus. In de 14de eeuw kwamen er het koor bij in laatgotiek met de Brabantse steunberen en de noordelijke kruisbeuk met de Onze-Lieve-Vrouwekapel. In de 17de eeuw werd het bovenste gedeelte van de toren herbouwd. In 1773 waren er plannen van J.B. De Ronde voor de vergroting van de kerk, maar van uitvoering was er geen sprake. De kerk was in de 19de eeuw in een rampzalige toestand. Gravin Louis de Merode, de schoonzuster van Graaf Amaury de Merode, stelde in 1881 71.000 BEF ter beschikking om de kerkrestauratie mogelijk te maken. In 1893 was de nieuwe kerk klaar. De werken werden uitgevoerd onder leiding van architect Hendrik Beyaert en architect Paul Hankar.
Het geheel werd in 1994 erkend als monument van onroerend erfgoed en behoort tot het cultureel erfgoed in België.